# Progyndes
Progyndes es un género de arácnido  del orden Opiliones de la familia Gonyleptidae.

## Especies
Las especies de este género son:
- Progyndes basiliscus
- Progyndes brasiliensis
- Progyndes curvitibialis
- Progyndes iporangae
- Progyndes trochanteralis